# بيتر فولمان
بيتر فولمان (من مواليد 22 ديسمبر 1957) هو لاعب كرة قدم ألماني سابق ومدير كان آخر مرة يدير فيها نادي آلن. كلاعب أمضى موسمًا واحدًا في الموسم الثاني. الدوري الألماني مع روت-فايس لودنشايد.